# شكلية علمية
تعتبر الشكلية العلمية مجموعة من الأساليب المستخدمة في تقديم العلوم. وتعتبر جزءًا مهمًا من المنهج العلمي، وخاصة في العلوم الفيزيائية.